# Lepanthes ciliicampa
Lepanthes ciliicampa är en orkidéart som beskrevs av Carlyle August Luer och Alexander Charles Hirtz. Lepanthes ciliicampa ingår i släktet Lepanthes och familjen orkidéer. Inga underarter finns listade i Catalogue of Life.